# Jérémy Serwy
Jérémy Serwy (* 4. Juni 1991 in Lüttich) ist ein belgischer Fußballspieler. Seine bevorzugte Position ist das offensive Mittelfeld.

## Karriere
Jérémy Serwy kommt aus der Jugend von Standard Lüttich und begann seine Karriere als Profifußballer beim Verein Sporting Charleroi, für den er bereits seit 2004 als Jugendspieler aktiv war. Dort kam er in der Saison 2009/10 zu ersten Einsätzen in den Play-offs der Ersten Belgischen Liga. Nach dem Abstieg Charlerois in der folgenden Saison wechselte Serwy 2011 zum SV Zulte Waregem, für den er ebenfalls in der obersten Spielklasse zum Einsatz kam. Auf eine Leihe zum Zweitligisten Royal White Star Brüssel in der Rückrunde der Saison 2012/13 folgte im Sommer 2013 ein Transfer zu Borussia Dortmund, wo er in der dritten Liga für die zweite Mannschaft zum Einsatz kam. Danach spielte er in Ungarn für die Reservemannschaft von Újpest Budapest, ehe er sich Anfang 2015 FH Hafnarfjörður auf Island anschloss. Mit dem Verein konnte er 2015 und 2016 den Meistertitel feiern.
2017 wechselte er dann zurück in seine Heimat und unterschrieb einen Vertrag bei Drittligist Royal Excelsior Virton. In der Winterpause 2018/19 ging er dann zum Erstligisten US Hostert nach Luxemburg. Hier traf er in der Rückrunde in zwölf Spielen einmal das Tor, dieses bei der 1:3-Niederlage gegen den FC Differdingen 03. Sein Vertrag wurde jedoch nicht verlängert und Serwy war anschließend zwei Jahre ohne Verein, ehe ihn im Juni 2021 der FC Wiltz 71 verpflichtete. Nach acht Einsätzen in der BGL Ligue ging er von dort im folgenden Januar weiter zum belgischen Fünftligisten RSC Habay-la-Neuve. Dort spielte er bis zum Sommer 2025 und verließ den Klub mit unbekanntem Ziel.

## Erfolge
- Isländischer Meister: 2015, 2016

## Sonstiges
Sein jüngerer Bruder Noah Serwy (* 2003) ist ebenfalls Fußballer und spielte 2024/25 für die U-23 des belgischen Zweitligisten RFC Seraing.